# Emma Schweinberger Gismondi
Emma Schweinberger Gismondi (née à Cologna Veneta en 1934 et décédée le 13 juillet 2019 à Arenzano) est une architecte et designer italienne,. Depuis les années 1960, elle crée des objets d'ameublement révolutionnaires, souvent devenus cultes.

## Biographie
Emma Schweinberger est la fille d'Alberto Schweinberger, directeur de la sucrerie Sabbion et de Rosetta Bressan, fille de Felice Bressan, fondateur de la filature du même nom à Cologna et maire. Elle a une sœur, Anne.
Elle fréquente la Faculté d'architecture de l'Université de Milan puis est diplômée en architecture d'intérieur à l'Athenaeum de Lausanne en 1958
Etablie à Milan, elle épouse Ernesto Gismondi qui co-fonde Artemide au début des années 1960 et elle devient un des designer phare de la marque.
Pour Artemide, elle crée en effet un grand nombre d'objets, luminaires et petits meubles dont plusieurs sont devenus iconique, comme, entre autres
- le porte-parapluie Dedalo [5](1966), en forme d'igloo avec 7 trous pour ranger parapluies ou cannes. Il est fabriqué en plastique ABS, teint dans la masse. Il mesure 34 cm de hauteur pour 38 cm de diamètre ;
- le porte-stylos Dedalino, version miniature du porte parapluie Dedalo en plastique ABS, d'une hauteur de 9 cm avec un diamètre de 9 cm ;
- le cendrier de sol Artemide (1970) en métal peint et chromé, de 38 cm de hauteur ;
- la table basse rouge Ara, des années 1960, en fibre de verre, d'une largeur de 80 cm, profondeur 80 cm et hauteur de 40 cm ;
- la lampe de table Chi (1962), en verre satiné fumé et métal ;
- la table d'appoint Giano-Vano (1960), de 39 cm sur 39 cm avec une hauteur de 44 cm en fibre de verre ;
- le lampadaire Aminta (1966) en laiton nickelé avec diffuseur en verre opalin, aux lignes simples et sinueuses.

Les œuvres de Emma Schweinberger font partie des collections permanentes de musées comme le MoMA à New York, le Museum für Gestaltung à Zurich, le Victoria and Albert Museum de Londres, le Centre Georges Pompidou de Paris et le Design Museum Brussels,. On les retrouve également dans la série télévisée culte Space 1999.
Elle décède le 13 juillet 2019 à  Arenzano à l'âge de 85 ans